# Coppa Italia 2000-2001 (calcio a 5)
La prima fase della sedicesima Coppa Italia, ovvero ottavi e quarti di finale, si è svolta tra il 10 ottobre e il 12 dicembre del 2000; la fase finale denominata "Final Four" si è svolta il 26 e 27 marzo 2001 ad Augusta.

## Ottavi di finale

### Andata
| 10 ottobre 2000, ore --:-- CEST | Torino | 6 – 3 | Petrarca |  |

| 10 ottobre 2000, ore --:-- CEST | Cagliari | 3 – 3 | BNL Roma |  |

| 10 ottobre 2000, ore --:-- CEST | Lazio | 2 – 2 | Pescara |  |

| 10 ottobre 2000, ore --:-- CEST | Stabiamalfi | 0 – 2 | Genzano |  |

| Jesi 10 ottobre 2000, ore 19:00 CEST | Jesina | 1 – 4 | Prato |  |

| 10 ottobre 2000, ore --:-- CEST | Trinacria | 5 – 5 | Augusta |  |

| 10 ottobre 2000, ore --:-- CEST | Reggio | 13 – 1 | Bellona |  |

| 10 ottobre 2000, ore --:-- CEST | Divino Amore | 4 – 4 | Roma RCB |  |

### Ritorno
| 14 novembre 2000, ore --:-- CET | Petrarca | 3 – 1 | Torino |  |

| 14 novembre 2000, ore --:-- CET | BNL Roma | 7 – 0 | Cagliari |  |

| 14 novembre 2000, ore --:-- CET | Pescara | 2 – 5 | Lazio |  |

| 14 novembre 2000, ore --:-- CET | Genzano | 3 – 7 | Stabiamalfi |  |

| Prato 14 novembre 2000, ore 19:30 CET | Prato | 10 – 2 | Jesina |  |

| 14 novembre 2000, ore --:-- CET | Augusta | 8 – 1 | Trinacria |  |

| 14 novembre 2000, ore --:-- CET | Bellona | 6 – 3 | Reggio |  |

| 14 novembre 2000, ore --:-- CET | Roma RCB | 6 – 2 | Divino Amore |  |

## Quarti di finale

### Andata
| Prato 28 novembre 2000, ore --:-- CET | Prato | 5 – 2 | Torino |  |

| Reggio Calabria 28 novembre 2000, ore --:-- CET | Reggio | 1 – 7 | Augusta |  |

| Castellammare di Stabia 28 novembre 2000, ore --:-- CET | Stabia | 3 – 6 | BNL Roma |  |

| Roma 28 novembre 2000, ore --:-- CET | Roma RCB | 2 – 3 | Lazio |  |

### Ritorno
| Torino 12 dicembre 2000, ore 15:00 CET | Torino | 1 – 7 | Prato |  |

| Augusta 12 dicembre 2000, ore --:-- CET | Augusta | 3 – 7 | Reggio |  |

| Roma 12 dicembre 2000, ore --:-- CET | BNL Roma | 4 – 3 | Stabiamalfi |  |

| Roma 12 dicembre 2000, ore --:-- CET | Lazio | 2 – 4 | Roma RCB |  |

## Fase finale
Il sorteggio si è svolto a Roma il 5 marzo 2001; la fase finale si è disputata presso il PalaJonio di Augusta il 26 e il 27 marzo 2001.

### Tabellone
|  | Semifinali | Semifinali | Semifinali |       |         | Finale  | Finale | Finale |  |
|  |            |            |            |       |         |         |        |        |  |
|  | Roma RCB   | Roma RCB   | 0          |       |         |         |        |        |  |
|  | Roma RCB   | Roma RCB   | 0          |       |         |         |        |        |  |
|  | Augusta    | Augusta    | 2          |       |         |         |        |        |  |
|  | Augusta    | Augusta    | 2          |       | Augusta | Augusta | 7      |        |  |
|  |            |            |            |       | Augusta | Augusta | 7      |        |  |
|  |            |            | Prato      | Prato | 3       |         |        |        |  |
|  | BNL Roma   | BNL Roma   | Prato      | Prato | 3       | 3       |        |        |  |
|  | BNL Roma   | BNL Roma   |            |       |         |         |        |        |  |
|  | Prato      | Prato      | 6 (dts)    |       |         |         |        |        |  |

### Risultati

#### Semifinali
| Augusta 26 marzo 2001, ore 18:00 CEST | BNL Roma | 3 – 6 (d.t.s.) | Prato |  |

| Augusta 26 marzo 2001, ore 20:00 CEST | Roma RCB | 0 – 2 | Augusta |  |

#### Finale
| Arbitri: | Massimo Cumbo (Roma 1) Gian Paolo Travini (Cesena) |

| |            | |
| Di Giosio 5’, 33’ Éverton 22’ L. Foglia 32’ A. Foglia 37’, 38’ Bendia 39’ | Marcatori  | 10’ Quattrini 20’ Picconi 26’ Cristoforetti |
| Marco Maresca Carlo Tenaglia Fabio Di Mare Giuliano Di Giosio Fabio Giordano César Correggiari Éverton Fabio Bendia Adriano Foglia Saraceno Lodovico Foglia Diego Princiotto | Formazioni | Claudio Fiori Pablo Ranieri Stefano Tesi Giuseppe Apruzzese Andrea Bearzi Massimiliano Picconi Velimir Andrejić Massimo Quattrini Andrea Cristoforetti Alessandro Sferrella |
| Alberto Carobbi | Allenatori | Jesús Velasco |